# El libro en blanco
El Libro en Blanco (título original: The Blank Book) es un libro estadounidense que acompaña a la serie Una serie de catastróficas desdichas, de Lemony Snicket. Es un libro de notas en blanco, el cual se utiliza como libro común (los libros comunes son mencionados frecuentemente durante la serie). También puede ser utilizado como un simple diario o un libro en el que se anoten ciertos temas sobre la serie, especialmente para los fanes. Al final de cada una de las páginas aparecen citas de Una serie de catastróficas desdichas, e ilustraciones de Brett Helquist. El libro es parecido a Las notaciones notorias. También incluye calcomanías que se pegan en el libro. El libro es brilloso, y lleno de color, el cual muestra al Conde Olaf rodeado por fuego, sonriendo y sosteniendo un pluma.
Nota dirigida al lector:   
Querido Lector,
Por muchos años, he descrito la crónica de la vida de los hérfanos Baudelaire en una secuencia de tristes y miserables libros titulados Una Serie de Catastróficas Desdichas. En vez de leer tales deprimentes historias, tal vez prefieras este Libro en Blanco, en el que puedes escribir tus propias tristes y miserables investigaciones.    
Puedes utilizar este volumen para escribir cosas horribles como:    
- los nombres de maestros sospechosos con los que te has topado
- detalles de conversaciones curiosas que has escuchado
- información espantosa que has encontrado en otros libros

El Libro en blanco también ofrece ciertas características de ayuda:    
- páginas severamente decoradas
- numerosas y desagradables citas de Una Serie de Catastróficas Desdichas
- calcomanías siniestras que ayudan a marcar tus registros más extraños e impactantes

Pero debo advertir que una vez que comienzes a utilizar este libro, debes protegerlo con tu vida -- o con la vida de otra supuesta persona de confianza.    
Con todo mi respeto,   
Lemony Snicket.
- Datos: Q3472370